# Rossig vederkruid
Rossig vederkruid (Myriophyllum rubricaule) is een soort uit het geslacht vederkruid (Myriophyllum).

## Determinatie
Rossig vederkruid is een tweehuizige plant waarvan tot nu toe alleen nog maar vrouwelijke planten zijn gedocumenteerd. De ondergedoken (delen van) de stengels zijn veelal groen (tot soms roodbruin) van kleur; de stengeldelen die bovenwater uitkomen zijn veelal rood of paarsrood. De bladeren staan in 4–5-delige kransen met tegenover elkaar en/of afwisselend geplaatste blaadjes van de eerste orde (pinnae).

## Invasieve soort
Rossig Vederkruid, ook wel Brasiliensis genoemd, is als vijverplant ingevoerd uit Brazilië. Net als zijn zusje Parelvederkruid verdringt hij inheemse waterplanten en kan hij uitgroeien tot dikke matten. De plant wordt in het wild waargenomen sinds 2011 en vormt sinds 2019 een plaag.